# Święty Monulfus
Święty Monulfus znany też jako Monulfus z Maastricht (zm. ok. 588) — biskup Tongeren–Maastricht (obecnie diecezja Liège w Belgii po przeniesieniu biskupstwa z Maastricht) prawdopodobnie od ok. 549 r. do śmierci, święty Kościoła katolickiego.
Według legendy urodził się w Dinant, jako syn ówczesnego pana tych ziem — Randacego. Legenda również podaje, iż był fundatorem kościoła w Liège (późniejszej siedziby tego biskupstwa).
Według tradycji przeniósł stolicę diecezji, z Tongeren do Maastricht, W praktyce biskup Tongeren przebywał tam od początku VI wieku. Monulfus zbudował wielki grobowiec św. Serwacego. Przyjmuje się, iż zmarł w 588 roku. Został pochowany w bazylice św. Serwacego w Maastricht, a jego grób został odnaleziony w 1890 roku.
Jego wspomnienie liturgiczne obchodzone jest 16 lipca. Święto tego biskupa jest zwyczajowo połączone ze świętem jego następcy św. Gondulfa.